# Neodrymonia moorei
Neodrymonia moorei är en fjärilsart som beskrevs av Kirby 1892. Neodrymonia moorei ingår i släktet Neodrymonia och familjen tandspinnare. Inga underarter finns listade i Catalogue of Life.